# Antoine Albeau
Pour les articles homonymes, voir Albeau.
Antoine Albeau, né le 17 juin 1972 à La Rochelle, est un véliplanchiste français.
Sacré Marin de l'année par la Fédération française de voile en 2010, il possède l'un des plus grands palmarès de la voile : depuis 1994, il a notamment été 27 fois champion du monde dans différentes disciplines de la planche à voile, et détient plusieurs records de vitesse. Il est le sportif français le plus titré de l'Histoire.
Ayant pour numéro de voile FRA-192, Antoine Albeau est capitaine de l'Équipe de France de funboard, dont il a instigué la création.

## Carrière sportive

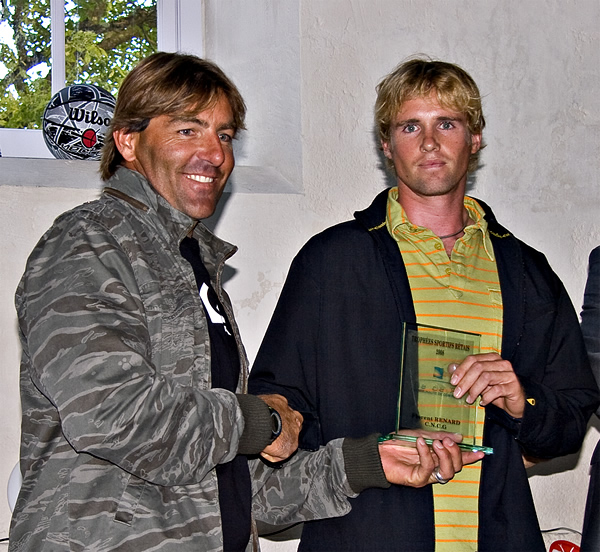
Antoine Albeau remettant à Florent Renard, champion de France de funboard, le Trophée sportif rétais 2008.

Antoine Albeau commence la planche à voile à l'âge de cinq ans. Il s'exerce dans le club de plage de ses parents, situé sur la côte sud de la Couarde-sur-Mer, sur l'île de Ré.
Après de nombreux succès dans les compétitions locales puis nationales, il remporte son premier titre de champion de France moins de 14 ans en 1986, de champion de France moins de 18 ans en 1990, puis devient véliplanchiste professionnel en 1992. C'est en 1994 qu'il rejoint le circuit mondial.
Antoine Albeau est également l'oncle de Julien Bouyer, multiple champion du monde de SUP, né en 1994,. Tous deux appartiennent au Wind Club Couardais géré par les parents d'Albeau.
Le 09 novembre 2022 il se retire officiellement du PWA World Tour après avoir tout gagné.

### Le temps des records

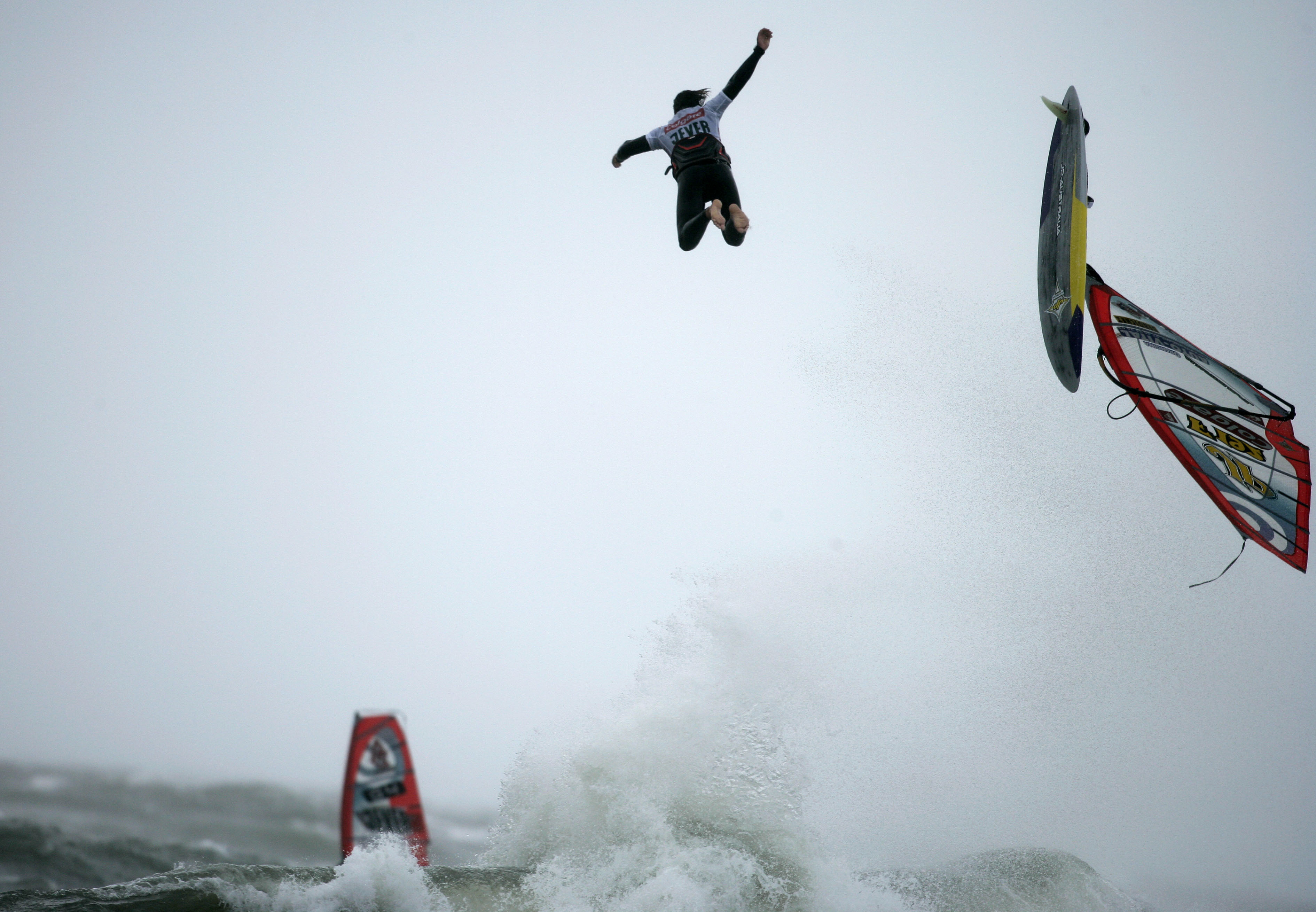
Antoine Albeau en 2009, lors d'une étape de la Coupe du monde à Sylt.

Le 5 mars 2008, il bat le record du monde de vitesse à la voile, précédemment détenu par Finian Maynard sur planche à voile, avec une planche de funboard. Sur le canal des Saintes-Maries-de-la-Mer, il atteint une vitesse moyenne sur 500 mètres de 49,09 nœuds (soit 90,91 km/h).
Quatre ans plus tard, le 17 novembre 2012, sur le spot de Lüderitz, en Namibie, le sportif améliore son temps avec une vitesse moyenne sur 500 mètres de 52,05 nœuds (soit 96,396 6 km/h),. En vitesse instantanée, il atteint jusqu'à 54,14 nœuds (soit 100,26 km/h), ce qui fait de lui le premier véliplanchiste à dépasser les 100 km/h. En tandem avec Cédric Bordes, il atteint également 38,12 nœuds sur le canal de Lüderitz. S'il rehausse le record des planches à voile, Albeau ne parvient cependant pas à battre les kitesurfs, qui détiennent le record général depuis 2010. Lors de cette compétition de vitesse, le record général est amené par le prao Vestas Sailrocket 2, à 65,45 nœuds le 24 novembre.
Le 1er décembre 2024, il bat son propre record de vitesse en planche à voile en atteignant 53,49 nœuds (99,06 km/h). Cette performance est réalisée lors du 1er Championnat du monde de vitesse ISWC, permettant ainsi à Antoine Albeau de remporté son 26ème titre de Champion du monde.
Albeau détient d'autre part les records des traversées entre la Guadeloupe et la Martinique, en 6 h 30, et de la Manche en 5 h 58, entre Cherbourg et Poole,.

### Création d'une Équipe de France
« C’est important de lancer l’idée et d’aider des jeunes derrière, les motiver et leur montrer qu’ils ne sont pas tous seuls. »

— Antoine Albeau
Au contraire de la planche à voile olympique, le funboard n'est pas une discipline présente aux Jeux olympiques, aussi Albeau ne peut-il pas être sélectionné dans une délégation française. Sa réputation et son palmarès vont cependant permettre au funboard d'être doté d'une véritable sélection nationale. L'idée émerge au milieu des années 2000 mais progresse réellement en 2010, lorsqu'à sa sixième nomination, Albeau reçoit le titre de Marin de l'année face à des marins tels qu'Armel Le Cléac'h et Franck Cammas. « Je pense qu’avec ce résultat, j’ai encore appuyé l’image du funboard au sein de la fédération. C’est une reconnaissance qui va certainement permettre de voir la naissance d’une équipe de France de funboard dans les jours qui viennent. Je pense que le monde de la voile a vu que je ne ramenais sans doute pas de médaille d’or des JO mais des titres mondiaux à la France et ça a été pris en considération cette fois… » témoigne-t-il alors.
L'équipe est finalement mise en place en 2012 et compte alors cinq membres : aux côtés d'Antoine Albeau, désigné capitaine, figurent Valérie Arrighetti-Ghibaudo, Delphine Cousin, Cyril Moussilmani et Julien Quentel. Ils sont rejoints par Pierre Mortefon, en 2014 par Pascal Toselli, puis en 2015 par les spécialistes de la discipline « Vagues » Alice Arutkin et Thomas Traversa.

## Caractéristiques

Albeau au harnais sur une planche à voile en 2006.

Longtemps coureur officiel sur les planches AHD, il passe sur Starboard en 2006, puis signe en 2009 chez JP Australia ; en 2012, il signe chez RRD; en 2019, Antoine Albeau s'engage à nouveau chez JP Australia suite à l'échéance de son contrat chez RRD fin 2019.  
Pour ses voiles, et ses gréements,il a débuté chez Gaastra avant de passer tardivement chez NeilPryde auquel il est ensuite resté fidèle. En 2015, Albeau a pour sponsors les sociétés NeilPryde, JP Australia, Quiksilver, FORD Autovital, Orange, Eiffage Énergie, et MMA Mader.
Albeau concourt dans les catégories « Formula », « Vagues », et « Vitesse ».

## Résultats

### Palmarès
Antoine Albeau a un palmarès exceptionnel. Il détient ainsi notamment :
- le record de vitesse en planche à voile sur 500 m avec 53,49 nœuds (soit 99,06 km/h), obtenu à Lüderitz (en Namibie) en 2024, en battant celui qu'il détenait déjà depuis 2015[10].
- le record de vitesse en planche à voile sur un mille nautique (1 852 mètres) avec 43,04 nœuds de moyenne, obtenu à La Palme (dans l'Aude, en France) le 17 juillet 2020[17].
- 27 titres de champion du monde (PWA) en :
  - Slalom PWA en 1997, 2006, 2007, 2008, 2009, 2010, 2012, 2013, 2014, 2015, 2017 et 2018 ;
  - Slalom IFCA en 1994 ;
  - Formula Windsurfing en 1994, 2001, 2002, 2007 et 2010 ;
  - Overall IFCA en 1994 ;
  - Freestyle en 2001 ;
  - Super X en 2004 et 2006 ;
  - Vitesse en 2006, 2007, 2008, 2023 et 2025.
- des titres de champion de France en 1986, 1988, 1990, 1991, 1995, 1996, 1997, 1999, 2000 et 2001.

Outre ses nombreux sacres nationaux et internationaux, Antoine Albeau a remporté plusieurs courses longue distance, à l'image de ses quatre victoires au Défi Wind de Gruissan en 2005, 2006 et 2007 et 2021.

## Récompenses
À titre civil, le véliplanchiste est médaillé par l'Académie des sports en 2014 pour ses performances de 2013
Il est élu Marin de l'année (FFV) en 2010.

## Décorations
- Officier de l'ordre national du Mérite à titre exceptionnel (décret du 7 juin 2024[19])
  - Chevalier du 4 juillet 2019[19] au titre de « champion du monde de planche à voile ; 25 ans de services » (décret du 15 mai 2015[20])
- Chevalier de l'ordre du Mérite maritime (2022)[21].

## Dans les arts et la culture

### Documentaire
- 2023 : Antoine Albeau : la légende, de Alexandra Montfort et Guillaume Couret